# Koniecpolskie Zakłady Płyt Pilśniowych
Koniecpolskie Zakłady Płyt Pilśniowych – przedsiębiorstwo przemysłowe w Koniecpolu, produkujące płyty pilśniowe twarde i porowate, powstałe w 1953 roku. Zakład zbudowano w oparciu o projekt i urządzenia produkcji szwedzkiej. W 1955 roku Zakłady rozpoczęły eksport płyt za granice kraju. W latach 1957–1960 nastąpiła rozbudowa zakładów, uruchomiono dwa nowe ciągi produkcyjne płyt twardych. Obecnie po przeprowadzonym postępowaniu upadłościowym, spółka nie prowadzi działalności gospodarczej.

## Okres budowy zakładu
Koniecpolskie Zakłady Płyt Pilśniowych zlokalizowano w miejscowości Chrząstów pod Koniecpolem tuż obok stacji kolejowej o tej samej nazwie. Decyzje o lokalizacji  zakładu podjęto w 1947 roku. W 1949 r. Minister rolnictwa Bolesław Podedworny wydał decyzję o budowie fabryki płyt pilśniowych na terenie Chrząstowa, na powierzchni około 17 ha, w majątku który przed wojną należał do rodu Potockich.  Na lokalizacje zakładu płyt w Chrząstowie – Koniecpolu miało wpływ wiele czynników. Pierwszym z nich było położenie miejscowości w pobliżu rzeki Pilicy. Produkcja płyt w tamtym okresie wymagała zużycia dużej ilości wody w procesie produkcyjnym. Chrząstów i okoliczny Koniecpol położone były w terenie wysoce zalesionym, na obszarze tym zlokalizowano wiele tartaków. Powodowało to łatwy dostęp do surowca drzewnego, a zwłaszcza po tartacznych odpadków stanowiących surowiec do produkcji płyt pilśniowych. Zachodnia część ówczesnego woj. kieleckiego była biedna i nieuprzemysłowiona, występował na tym terenie duży zasób siły roboczej, co przy lokalizacji tak dużego zakładu nie było bez znaczenia.  Innym ważnym argumentem dla lokalizacji fabryki była linia kolei herbsko-kieleckiej przebiegająca przez ówczesny Chrząstów – Koniecpol, zakład zbudowano w pobliżu stacji Koniecpol, doprowadzając na teren fabryki odrębne tory kolejowe. Kolej w tym czasie służyła do przewozu surowców niezbędnych przy produkcji płyt: drewna i jego odpadów oraz węgla. Koleją wywożono także gotowe płyty pilśniowe do krajowych kontrahentów oraz do portów morskich, gdzie dalej produkty wysyłano za granice. Budowa Koniecpolskich Zakładów Płyt Pilśniowych odbywała się w latach 1949–1953, jej kierownikiem był inż. Bazyll  Kozakow. Generalnym wykonawcą budowy Fabryki płyt pilśniowych było: Kieleckie Przemysłowe Zjednoczenie Budowlane. Przy budowie zakładu brali udział fachowcy i specjaliści ściągani z całego kraju, ludność Koniecpola stanowiła uzupełnienie kadr. W dniu 7 lipca 1953 r. dokonano próbnego rozruchu kotła oraz oddano do użytku prądnice dostarczającą prąd do maszyn i urządzeń znajdujących się w zakładzie. W dniu 13 lipca 1953 r. z zakładów w Koniecpolu – Chrząstowie wyjechała pierwsza wyprodukowana płyta pilśniowa. Ponad tydzień później, 15 lipca 1953 r., dokonano próbnego rozruchu zakładu. Zakład oddano do użytku 22 lipca 1953 r.

## Lata 1953–1970
W Koniecpolskich Zakładach Płyt Pilśniowych w dniu ich inauguracji zatrudnionych było 423 pracowników. Fabryka w momencie otwarcia wyposażona była w maszyny produkcji szwedzkiej, kraju, który był prekursorem w produkcji płyt pilśniowych na świecie Zakłady Płyt Pilśniowych produkowały dwa zasadnicze rodzaje płyt : płyty pilśniowe twarde oraz porowate. Do produkcji wprowadzono także inne bardziej wyspecjalizowane produkty: płyty perforowane – ryflowane, płyty lakierowane o około dwunastu kolorach i odcieniach. Produkty wykorzystywane były m.in.: w budownictwie mieszkaniowym, przemyśle meblarskim, jako element wyposażenia okrętów, w przemyśle samochodowym oraz kolejowym. W 1958 r. KZPP rozpoczęło produkcję – jako pierwsza wytwórnia w kraju płyt dźwiękochłonnych, mających za cel niwelowanie dźwięków w budynkach. Płyty te miały zastosowanie w: salach kinowych, klubach, teatrach czy muzeach. Na skutek ciągłej rozbudowy zakładu, zwiększania wielkości oraz asortymentu produkcji płyt poszukiwano nowych pracowników. Osoby zamieszkałe w Koniecpolu ze względu na przynależność do woj. łódzkiego miały kłopot ze znalezieniem pracy w fabryce działającej na terenie Chrząstowa, który administracyjnie był częścią ziemi kieleckiej. W 1960 r. połączono ze sobą w jeden organizm miejski leżące po obu stronach Pilicy: Koniecpol i Chrząstów. Nowo powstały Koniecpol odtąd był częścią woj. kieleckiego. W tym samym czasie, dnia 30 kwietnia 1960 r., otwarto nowo wybudowaną część zakładu. Po uruchomieniu dwóch dodatkowych ciągów produkcyjnych płyt zatrudnienie w zakładzie wzrosło wynosząc ponad 1200 pracowników. Maszyny, aparatura oraz oprzyrządowanie do produkcji płyt pochodziły od krajowych producentów. Nowo otwartą część zakładu stanowiły dwa ciągi płyt pilśniowych twardych. Po powiększeniu zakładu roczna produkcja płyt wzrosła z 48 tys. ton do 70 tys. ton. W latach 60. asortyment zakładu stanowiły następujące produkty: płyty pilśniowe twarde, miękkie, grube, perforowane, mozaikowe, dekoracyjne, lakierowane oraz podłogowe.  W 1963 r. KZPP Koniecpol wprowadziły czwartą zmianę, a co za tym idzie zakład pracował w systemie ciągłym – czterobrygadowym. W tym samym roku zakład rozpoczął produkcję płyt pilśniowych bardzo twardych. W latach 1961–1962 zmodernizowano ciąg technologiczny T-1 zwiększając moce produkcyjne płyt twardych o 25%. Pierwsze płyty pilśniowe które wyjechały z Koniecpola były lepsze jakościowo niż te same wyroby produkowane w zakładzie w Czarnej Wodzie. Fakt ten spowodował, iż płyty pilśniowe z Koniecpola już w początkowym okresie zaczęto eksportować za granicę. Pierwszymi zagranicznymi odbiorcami produkowanych przez Koniecpolskie Zakłady Płyt Pilśniowych wyrobów były: Belgia i Turcja, co nastąpiło w 1954 r. W 1957 r. wysłano pierwszą partię płyt pilśniowych do Grecji, wcześniej wyeksportowano także produkty do NRF. W latach 60. XX wieku oprócz czterech wymienionych krajów płyty pilśniowe z Koniecpola eksportowano w następujących kierunkach: USA, Kanada, kraje afrykańskie, kraje Ameryki łacińskiej oraz do Szwecji i Finlandii. Kiedy budowano KZPP Koniecpol, technologie budowy zakładu oraz produkcji płyt dostarczała szwedzka firma AB Defibrator. Po kilkunastu latach pracy produkowane w Koniecpolu płyty pilśniowe przewyższały jakością te same produkty wytwarzane w Szwecji. Pierwszym dyrektorem Koniecpolskich Zakładów Płyt Pilśniowych był Zenon Gołaszewski piastujący tę funkcję od 1 kwietnia do 31 października 1953 r. Jego następcą na stanowisku dyrektora naczelnego KZPP został Marian Aleksandrowicz pełniący swoje obowiązki do 20 stycznia 1954 r. Kolejnym dyrektorem zakładu został Wincenty Bakota sprawujący swoją funkcję do końca 1971 roku.

## Lata 1970–1989
Lata 70. i 80. XX wieku dla Koniecpolskich Zakładów Płyt Pilśniowych stanowiły okres największego rozkwitu. Zakład był wielokrotnie nagradzany za wyniki w: produkcji, jakości oraz eksporcie produktów. W 1971 r. w Koniecpolu odbyła się uroczysta akademia z okazji „Dnia Leśnika i Drzewiarza”, na której Koniecpolskie Zakłady Płyt Pilśniowych zostały uznane najlepszym zakładem branży drzewnej za 1970 r. KZPP było po raz kolejny było gospodarzem Dnia Leśnika i Drzewiarza w 1979 r. Koniecpolskie Zakłady Płyt Pilśniowych w latach 70. XX wieku otrzymały następujące wyróżnienia:
- w 1970 r. zakład był najlepszym przedsiębiorstwem w branży drzewnej zdobywając wyróżnienie: sztandar Prezesa Rady Ministrów i CRZZ.
- w 1971 r. KZPP odznaczono sztandarem za wybitne osiągnięcia w realizacji czynu zjazdowego.
- w 1972 r. fabryka płyt pilśniowych otrzymała dyplom KC PZPR za osiągnięcie dodatkowej produkcji zatytułowanej: „ 20 miliardów”.
- w 1973 r. KZPP otrzymuje kolejny dyplom w konkursie: „banku 30 miliardów”.
- w 1974 r. zakład uhonorowano za zajęcie pierwszego miejsca w kraju w działalności: socjalno-bytowej i  kulturalno-oświatowej.
- w latach 1974–1977 KZPP otrzymało nagrodę Centralnej Rady Związków Zawodowych za najlepsze w kraju wyniki w eksporcie oraz jakości produkcji.
- w 1977 r. Koniecpolskie Zakłady Płyt Pilśniowych po raz kolejny uznane zostały najlepszym zakładem przemysłu drzewnego w Polsce, zdobywając sztandar przechodni Prezesa Rady Ministrów i CRZZ.

Koniecpolskie Zakłady Płyt Pilśniowych w analizowanym okresie należały do branżowego Zjednoczenia Przemysłu Płyt, Sklejek i Zapałek. W zjednoczeniu zrzeszonych było w latach 70. XX wieku, 27 zakładów w większości nowszych, jednak to w koniecpolskich płytach jednym z najstarszych zakładów w zjednoczeniu produkowano najlepsze jakościowo wyroby.  Zwrócić należy uwagę na fakt, iż 90% procent produkowanych wtedy płyt oddawano w klasie pierwszej co świadczyło o jakości produkcji. W latach 70. XX wieku płyty pilśniowe z Koniecpola wysyłano do następujących krajów: USA, Kanady, Anglii, Holandii, Belgii, Danii. Francji, Niemiec, Afryki, Ameryki Południowej oraz Australii. Wzrósł także udział wyrobów eksportowanych: w 1964 r. było to 26% produkcji, w 1976 r. 43% produkowanych płyt. W 1977 r. oddano do użytku zmodernizowaną lakiernie co spowodowało: skrócenie cyklu inwestycyjnego z ośmiu do trzech miesięcy, zwiększenie ilość i jakość produkowanych płyt lakierowanych, oszczędności w zużyciu lakieru do produkcji płyt oraz poprawa bezpieczeństwa i higieny pracy. W procesie modernizacji lakierni czynny udział brali pracownicy sąsiednich: Zakładów Remontowo – Montażowych w Koniecpolu. Zakład w latach 70. i 80. XX wieku zatrudniał ponad 1300 pracowników. W 1972 r. dyrektorem naczelnym zakładu został Andrzej Setkiewicz. Zastąpił na tym stanowisku Wincentego Bakote, który z końcem roku odszedł z pracy w KZPP zostając zastępcą dyrektora Zakładów Remontowo – Montażowych w Koniecpolu. W 1980 r. dyrektorem fabryki został  Stanisław Leszczyński, a w 1984 r. Marian Duliński. Kiedy dyrektorem Koniecpolskich Zakładów Płyt Pilśniowych został Marian Duliński, napotkał na pogarszającą się kondycje firmy, dyrektor Duliński wdrożył kilka mechanizmów naprawczych. Wprowadzono zmiany organizacyjne w funkcjonowaniu wydziału produkcji, zastosowanie płacowego systemu motywacji pracowników tak aby produkować jak najwięcej najlepszych jakościowo produktów. W latach 1966–1989 dyrektorem ds. administracyjnych Koniecpolskich Zakładów Płyt Pilśniowych był Roman Lipowicz, poseł na Sejm VIII kadencji.
W latach 70. KZPP wybudowało własną biologiczną oczyszczalnie ścieków, było to związane z odprowadzaniem do wód rzeki Pilicy dużej ilości zanieczyszczeń poprodukcyjnych oraz faktem budowy Zbiornika Sulejowskiego na rzece Pilicy, stanowiącego ujęcie wody dla miasta Łodzi. Budowa oczyszczalni ścieków trwała w latach 1970-1973, a jej przepustowość wynosiła 13,5 m sześciennych na dobę.

## Lata 1989–2002
Przełom lat 80. i 90. XX wieku zapoczątkował zmiany społeczno-gospodarcze w Polsce. Przemiany te dotknęły również Koniecpolskie Zakłady Płyt Pilśniowych. Zakład w tym trudnym okresie, aby stanowić konkurencje dla innych producentów płyt, zaczął ograniczać zatrudnienie. W 1993 r. zakład przekształcono w jednoosobową spółkę Skarbu Państwa. Akcje KZPP w całości wniesiono do VIII Narodowego Funduszu Inwestycyjnego „Octava”, w 2000 r. NFI zbyło akcje firmy na rzecz prywatnego inwestora Eugeniusza Spery. W latach 90. XX wieku realizowano wiele działań mających za cel optymalizacje produkcji, m.in: łączono wiele komórek organizacyjnych w jedną, wyprzedawano majątek nie związany bezpośrednio z produkcją czy wprowadzono zamknięty obieg wody za pomocą technologii wyparcia. W 1999 r. KZPP Koniecpol zostały nominowane do nagrody „Wybitny polski eksporter”, przyznawanej przez czasopismo „Rynki Zagraniczne”’. Zmniejszenie zapotrzebowania na płyty pilśniowe spowodowało spadek produkcji oraz jakości produkowanych wyrobów. Dodatkowo w 1999 r. Rada Unii Europejskiej nałożyła na producentów płyt pilśniowych z Europy wschodniej cła antydumpingowe, polityka UE uderzyła również w KZPP które zaczęły tracić klientów w Europie zachodniej.  Przyczyniło się to do zmniejszenia zatrudnienia do 300 pracowników. W dniu 1 grudnia 1999 r. na terenie KZPP doszło do wybuchu strajku, po tym jak związkowcy otrzymali informacje o planach zwolnienia 150 osób. Związkowcy próbowali podjąć rozmowy z Prezesem spółki Tomaszem Małeckim, ten jednak odmówił, doszło do 20 – godzinnej okupacji biurowca KZPP. Prezes wraz z pracownikami biurowca zabarykadował się w środku, w dniu następnym Tomasz Małecki podpisał rezygnacje z funkcji prezesa KZPP co zakończyło strajk. Kolejnym problemem z jakim mierzyły się władze Koniecpolskich Zakładów Płyt Pilśniowych była oczyszczalnia ścieków. Mieszkańcy Osiedla bloków oraz domków jednorodzinnych sąsiadującego z zakładem skarżyli się na nieprzyjemny zapach jaki rozchodził się po okolicy. Władze zakładu postanowiły w 2001 r. o wypowiedzeniu mieszkańcom umowy na odbiór ścieków na dotychczasowym warunkach i podpisaniu na nowych, angażując w proces odbioru mediów władze miasta. W tym samym roku zakłady próbowały sprzedać oczyszczalnie ścieków, jednak bezskutecznie. W 1992 r. dyrektorem naczelnym zakładu został Józef Gurgul. W 1999 r. nowym prezesem KZPP został Tomasz Małecki. W styczniu 2000 r. jego następcą został Krzysztof Zięba. W listopadzie 2000 r. nowym prezesem został Jan Gwiazda.

## Lata 2002–2011
W 2002 r. większościowy pakiet akcji Koniecpolskich Zakładów Płyt Pilśniowych przejmują osoby prywatne na czele ze Stanisławem Bieńkowskim. W latach 2004–2005 w wyniku wielu transakcji kupna – sprzedaży większościowym udziałowcem fabryki zostaje Robert Bieńkowski. Po prywatyzacji zakład zaczął zmieniać profil produkcji. Zaprzestano produkcji płyt twardych – lakierowanych na rzecz płyt twardych zwykłych. Zaczęto rozwijać produkcje płyt pilśniowych porowatych wykorzystywanych w izolacji budynków. KZPP zaczęło nastawiać się na  produkcję płyt podpodłogowych. W 2004 r. oddano do użytku ciąg płyt pilśniowych porowatych. W latach 2008–2009 KZPP planowało uruchomienie dwóch ciągów płyt porowatych, oraz ciągu produkcyjnego płyt wiórowych, planów nie udało się zrealizować. W 2004 r. Koniecpolskie Zakłady Płyt Pilśniowych uhonorowano wyróżnieniem w ramach „Jurajskiego produktu roku”, za płytę podpodłogową; „Silent floor”. W 2004 r. KZPP zaangażowało amerykańską firmę doradczą „Impac”, mającą za cel zmianę organizacji pracy i zmniejszenie przestoju maszyn i urządzeń. W 2007 r. Koniecpolskie Zakłady Płyt Pilśniowych planowały zadebiutować na Giełdzie Papierów Wartościowych w Warszawie. Ostatecznie firma wycofała prospekt emisyjny ze względu na nie sprzyjającą koniunkturę. W 2008 r. tereny Koniecpolskich Zakładów Płyt Pilśniowych zostały wniesione do Katowickiej Specjalnej Strefy Ekonomicznej. W 2009 r. KZPP Koniecpol obniżono limity emisji dwutlenku węgla do atmosfery co spowodowało, że firma popadła w tarapaty finansowe. Firma m.in.: nie wypłacała wynagrodzeń pracownikom, ekwiwalentu za urlop oraz odpraw pracownikom zwalnianym z pracy. Na początku XXI wieku Koniecpolskie Zakłady Płyt Pilśniowych eksportowały swoje produkty do następujących krajów: Niemcy, Anglia, Holandia, Belgia, Włochy, kraje Afryki oraz Azji.

## Pozostałe wydarzenia z życia Koniecpolskich Zakładów Płyt Pilśniowych
W 2002 r. na terenie Pałacu Potockich w Koniecpolu zorganizowano bankiet dla klientów KZPP. W 2003 r. Zakład Energetyczny w Częstochowie ograniczył dostawy prądu do KZPP ze względu na nieregulowanie  terminowo płatności, po kilku dniach dostawy prądu wznowiono. W 2006 r. na terenie zakładu doszło do groźnego pożaru magazynu wyrobów gotowych, straty z tego powodu wyceniono na ponad 1 mln złotych. W 2007 r. doszło do awarii instalacji odpylającej działającej w fabryce płyt w Koniecpolu, ulice miasta, budynki i samochody pokryły się zielonym i brunatnym pyłem. Jesienią 2007 r. doszło do ponownej awarii cyklonu zbierającego pył powstający przy produkcji płyt. W związku z powtarzającymi się awariami cyklonu zbierającego pył, zakład przeprowadził inwestycje polegającą na budowie kompleksowej instalacji odpylającej uruchomionej w tym samym roku. Wiosną 2010 r. doszło do wybuchu groźnego pożaru magazynu płyt pilśniowych. Zimą 2010 r. doszło do dwóch pożarów: pożaru magazynu wyrobów gotowych oraz hali produkcyjnej, miały one miejsce tego samego dnia. W 2010 r. doszło do wybuchu afery w którą zamieszani byli: były prezes KZPP, główna księgowa oraz dyrektor do spraw finansowych. Członkowie zarządu KZPP wyprowadzali z konta spółki na swoje prywatne konta pieniądze z tzw. „opcji walutowych”, wszystkie osoby zamieszane w aferę zostały skazane prawomocnymi wyrokami. W 2011 r. w związku z nieregulowaniem przez KZPP rachunków za prąd Firma energetyczna „Tauron” odcięła zakładowi dostawy energii elektrycznej. Oprócz samego zakładu energie odcięto także zakładowej oczyszczalni ścieków, która odbierała nieczystości od połowy miasta. W 2012 r. Koniecpolskie Zakłady Płyt Pilśniowych zaprzestały działalności zwalniając z pracy załogę firmy. W latach 2012–2013 zakupem upadłego KZPP Koniecpol zainteresowana była spółka Steico z Czarnkowa, inwestycję tę skutecznie zablokowali: właściciel KZPP oraz ówczesne władze Koniecpola. Rada gminy Koniecpol na jednej z sesji podjęła uchwałę o zakupie 51% akcji upadającego KZPP co było niezgodne z prawem, uchwałę uchylił wojewoda. Jednym z powodów blokowania sprzedaży fabryki płyt pilśniowych przez jej właściciela był handel prawami do emisji dwutlenku węgla, który był bardziej opłacalny niż produkcja płyt. W 2014 r. z terenu Koniecpolskich Zakładów Płyt Pilśniowych zniknął pojemnik z radioaktywnym kobaltem, pomimo poszukiwań pojemnika nie udało się odnaleźć. W 2017 r. po jednej z egzekucji komorniczych terenów po KZPP : teren właściwy zakładu, biurowiec oraz oczyszczalnie ścieków, obiekty zakupił prywatny inwestor. W 2018 r. doszło do ponownej licytacji terenów po KZPP Koniecpol, zwycięzca poprzedniej licytacji wycofał się z transakcji nie wpłacając komornikowi pieniędzy za zakład. Wyłoniono nowego nabywcę zakładu, który zakupił także po zakładową oczyszczalnie ścieków. Na terenie po byłej oczyszczalni ścieków planowana jest budowa zakładu produkcji nawozów organicznych. Niewłaściwe  zabezpieczenia terenów po KZPP spowodowało, że obiekt jest: dewastowany, plądrowany i rozkradany. Cyklicznie też dochodzi na terenie po fabryce płyt pilśniowych do pożarów. W 2020 r. Władze Koniecpola złożyły propozycje odkupienia niszczejącego mienia po Koniecpolskich Zakładach Płyt Pilśniowych z przeznaczeniem pod tereny inwestycyjne.

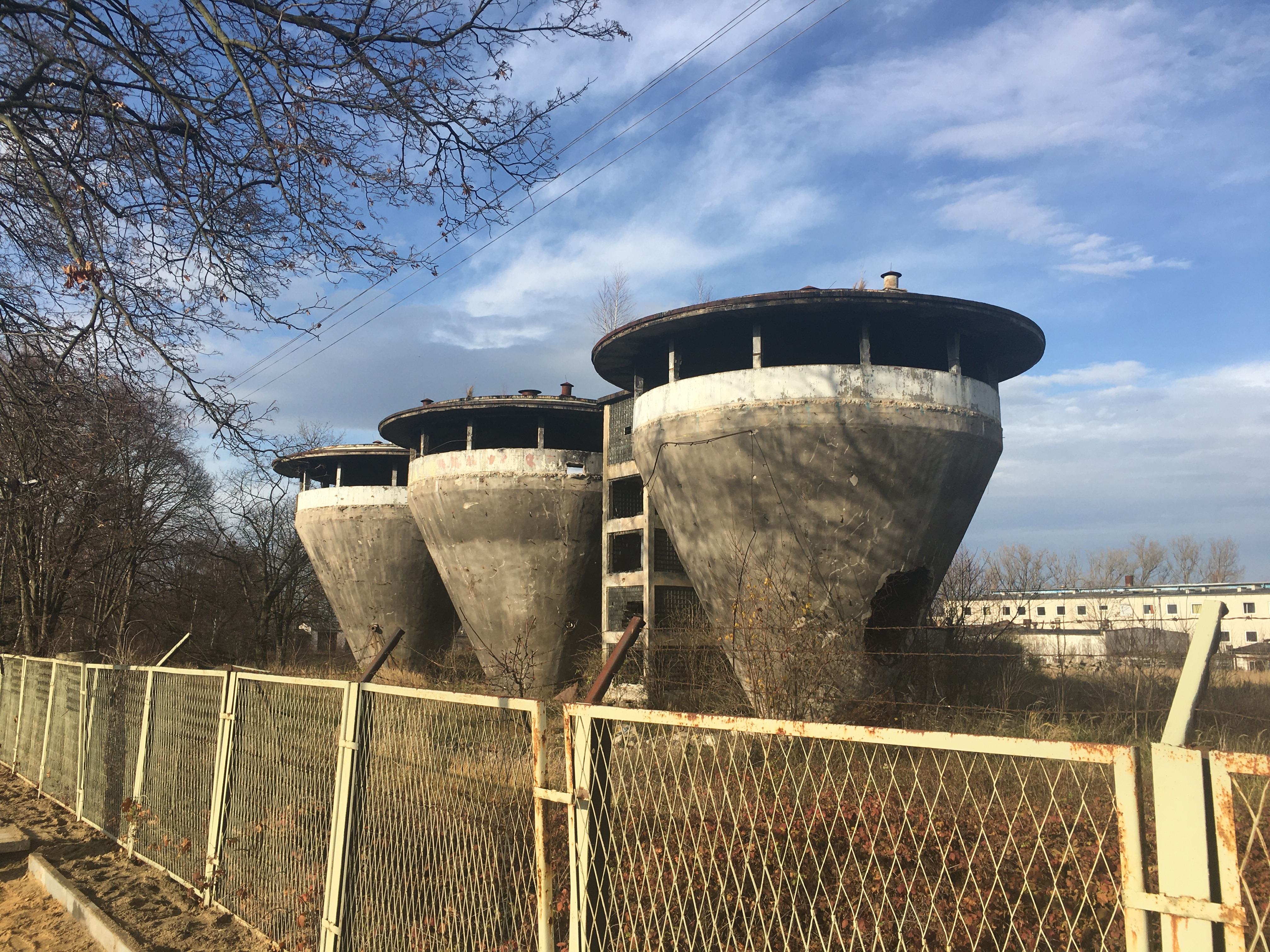
Silosy

W Koniecpolskich Zakładach Płyt Pilśniowych w dniu ich inauguracji zatrudnionych było 423 pracowników. Fabryka w momencie otwarcia wyposażona była w maszyny produkcji szwedzkiej, kraju który był prekursorem w produkcji płyt pilśniowych na świecie. Zakłady Płyt Pilśniowych produkowały dwa zasadnicze rodzaje płyt : płyty pilśniowe twarde oraz porowate. Do produkcji wprowadzono także inne bardziej wyspecjalizowane produkty: płyty perforowane – ryflowane, płyty lakierowane o około dwunastu kolorach i odcieniach. Produkty wykorzystywane były m.in.: w budownictwie mieszkaniowym, przemyśle meblarskim, jako element wyposażenia okrętów, w przemyśle samochodowym oraz kolejowym. W 1958 r. KZPP rozpoczęło produkcje – jako pierwsza wytwórnia w kraju płyt dźwiękochłonnych, mających za cel niwelowanie dźwięków w budynkach. Płyty te miały zastosowanie w: salach kinowych, klubach, teatrach czy muzeach. Na skutek ciągłej rozbudowy zakładu, zwiększania wielkości oraz asortymentu produkcji płyt poszukiwano nowych pracowników. Osoby zamieszkałe w Koniecpolu ze względu na przynależność do woj. łódzkiego miały kłopot ze znalezieniem pracy w fabryce działającej na terenie Chrząstowa, który administracyjnie był częścią ziemi kieleckiej. W 1960 r. połączono ze sobą w jeden organizm miejski leżące po obu stronach Pilicy: Koniecpol i Chrząstów. Nowo powstały Koniecpol odtąd był częścią woj. kieleckiego. W tym samym czasie, dnia 30 kwietnia 1960 r. otwarto nowo wybudowaną część zakładu. Po uruchomieniu dwóch dodatkowych ciągów produkcyjnych płyt zatrudnienie w zakładzie wzrosło wynosząc ponad 1200 pracowników.  Maszyny, aparatura oraz oprzyrządowanie do produkcji płyt pochodziły od krajowych producentów. Nowo otwartą część zakładu stanowiły dwa ciągi płyt pilśniowych twardych. Po powiększeniu zakładu roczna produkcja płyt wzrosła z 48 tys. ton do 70 tys. ton. W latach 60. asortyment zakładu stanowiły następujące produkty: płyty pilśniowe twarde, miękkie, grube, perforowane, mozaikowe, dekoracyjne, lakierowane oraz podłogowe L. Wyrwicz: W Koniecpolu uczeń prześcignął mistrza, „ Życie Radomskie 1965, Nr 41, str. 6..  W 1963 r. KZPP Koniecpol wprowadziły czwartą zmianę a co za tym idzie zakład pracował w systemie ciągłym – czterobrygadowym. W tym samym roku zakład rozpoczął produkcje płyt pilśniowych bardzo twardych. W latach 1961–1962 zmodernizowano ciąg technologiczny T-1 zwiększając moce produkcyjne płyt twardych o 25%. Pierwsze płyty pilśniowe które wyjechały z Koniecpola były lepsze jakościowo niż te same wyroby produkowane w zakładzie w Czarnej Wodzie. Fakt ten spowodował, iż płyty pilśniowe z Koniecpola już w początkowym okresie zaczęto eksportować za granice. Pierwszymi zagranicznymi odbiorcami produkowanych przez Koniecpolskie Zakłady Płyt Pilśniowych wyrobów były: Belgia i Turcja, co nastąpiło w 1954 r. W 1957 r. wysłano pierwszą partię płyt pilśniowych do Grecji, wcześniej wyeksportowano także produkty do NRF. W latach 60. XX wieku oprócz czterech wymienionych krajów płyty pilśniowe z Koniecpola eksportowano w następujących kierunkach: USA, Kanada, kraje afrykańskie, kraje Ameryki łacińskiej oraz do Szwecji i Finlandii. Kiedy budowano KZPP Koniecpol, technologie budowy zakładu oraz produkcji płyt dostarczała szwedzka firma AB Defibrator. Po kilkunastu latach pracy produkowane w Koniecpolu płyty pilśniowe przewyższały jakością te same produkty wytwarzane w Szwecji. Pierwszym dyrektorem Koniecpolskich Zakładów Płyt Pilśniowych był Zenon Gołaszewski piastujący tę funkcję od 1 kwietnia do 31 października 1953 r. Jego następcą na stanowisku dyrektora naczelnego KZPP został Marian Aleksandrowicz pełniący swoje obowiązki do 20 stycznia 1954 r. Kolejnym dyrektorem zakładu został Wincenty Bakota.

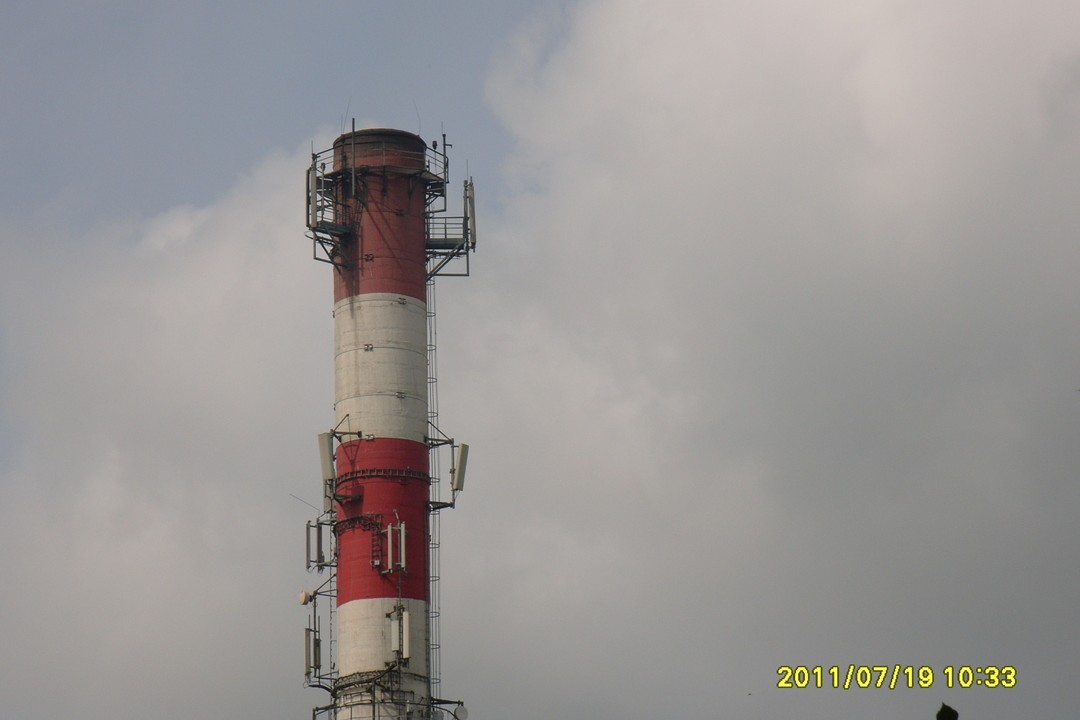
Komin koniecpolskich zakładów

- 1953 – Powstanie Koniecpolskich Zakładów Płyt Pilśniowych.
- 1993 – Przekształcenie przedsiębiorstwa państwowego Koniecpolskie Zakłady Płyt Pilśniowych w spółkę akcyjną Skarbu Państwa.
- 1995 – Wniesienie przez Skarb Państwa wszystkich 755 600 akcji Emitenta do programu Narodowych Funduszy Inwestycyjnych.
- 1995 – Podwyższenie kapitału zakładowego poprzez podniesienie wartości nominalnej akcji o 56% – do kwoty 1,56 zł. Kapitał zakładowy wzrasta do 1 178 814 zł.
- 2002 – Nabycie 455 344 (60,26%) akcji Spółki przez grupę inwestorów: „Sigma Trade” sp. z o.o., Stanisława Bieńkowskiego, Romualda Majcherowskiego. Rozpoczęcie restrukturyzacji finansowej Spółki, modernizacja zakładu i wznowienie eksportu na wcześniej pozyskane rynki eksportowe.
- 2004 – Podwyższenie kapitału zakładowego Zakładu – do wartości 4 298 814 zł, poprzez emisję 2 000 000 (dwóch milionów) Akcji Serii B, o wartości nominalnej 1,56 zł każda.
- 2005 – W wyniku podwyższenia kapitału i szeregu transakcji nabycia akcji Spółki w latach 2004-2005, Robert Bieńkowski uzyskuje status większościowego akcjonariusza Spółki (77,06% głosów na WZA).
- W 2006 doszło na terenie Zakładu do pożaru, który strawił magazyn wyrobów gotowych wraz ze znajdującymi się w nim zapasami.
- 2007 – We wrześniu 2007 r. zakończono postępowanie układowe z uwagi na całkowite wykonanie przez Spółkę zobowiązań wynikających z układu. W drugiej połowie 2007 roku nastąpiła zmiana nazwy Spółki na KZPP „Koniecpol” Spółka Akcyjna.
- 2014 – umorzenie postępowania upadłościowego obejmującego likwidację majątku Spółki.